# Köstritzer

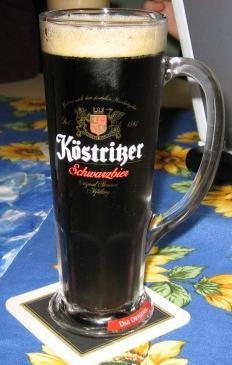
Bicchiere di Köstritzer Schwarzbier

La Köstritzer Schwarzbierbrauerei è un'azienda produttrice di birra tedesca fondata nel 1543 a Bad Köstritz in Turingia, famosa per la sua birra nera. La società fa parte del gruppo Bitburger dal 1991.
Secondo quanto riportato dallo scrittore Michael James Jackson il celebre poeta Johann Wolfgang von Goethe per sostentarsi in un periodo di malattia durante il quale non poteva mangiare bevve birra nera di Bad Köstritz.